# Stevia sanguinea
Stevia sanguinea là một loài thực vật có hoa trong họ Cúc. Loài này được Hieron. miêu tả khoa học đầu tiên năm 1897.